# Семёновка (Бурятия)
Семёновка — село в Кяхтинском районе Бурятии. Входит в сельское поселение «Кударинское».

## География
Расположено на республиканской автодороге 03К-024 Мурочи — Малая Кудара — граница с Забайкальским краем, на левом берегу реки Кудары, в 4 км к западу от центра сельского поселения — села Кудара-Сомон, и в 81 км к юго-востоку от районного центра — города Кяхта.

## Население
| 2002 | 2010 |
| ---- | ---- |
| 91   | ↘89  |